# 小森みっこ
小森 みっこ（こもり みっこ、5月9日 - ）は、日本の漫画家。東京都出身、在住。血液型A型。

## 略歴
- 2012年 - 『マーガレット』第1回まんがゼミナールSUPER入選受賞。受賞作である『ひみつのすき』でデビューした。
- 2022年 - 『センチメンタル キス』が『出版社コミック担当が選んだおすすめコミック』2022で9位にランクインした[3]。

## 作品リスト

### 連載
- 乙女Holic（『マーガレット』2013年2号[4] - 2013年24号[5]）
- I Love you Baby[6]（『マーガレット』2014年3・4合併号[7] - 2015年9号[8]、3・4合併号別冊ふろく『miniマーガレット』）
- 僕に花のメランコリー（『マーガレット』2015年17号 - 2020年1号）
- センチメンタル キス（『マーガレット』2020年10・11合併号[9][10] - 連載中）

### 読み切り
- ひみつのすき（『ザ マーガレット』2012年8月号） - デビュー作、『KISS』に収録。
- 君としたいこと（『マーガレット』2012年12号） - 『KISS』に収録。
- 夢の途中 ゆきりんストーリー[11]（『マーガレット』2012年13号） - 単行本未収録。
- LOVE'n'HATE（『マーガレット』2012年16号） - 『KISS』に収録。
- 桃色秘事（『マーガレット』2012年19号[12]） - 『KISS』に収録。
- 王子様になるまで待って（『マーガレット』2012年22号[13]） - 『KISS』に収録。
- KISS（『マーガレット』2012年24号） - 『KISS』に収録。
- I Love you Baby 番外編（『ザ マーガレット』2014年8月号） - 『I Love you Baby』2巻に収録。
- 僕に花のメランコリー 番外編（『マーガレット』2020年5号[14][15]） - 『センチメンタル キス』1巻に併録[16]。
- センチメンタル キス番外編 獅子丸をお迎えした日（『マーガレット』2021年5号別冊ふろく『プレマ!〜PREMIUM MARGARET〜』） - 『センチメンタル キス』5巻に収録。

### 書籍
全て集英社、マーガレットコミックスから刊行されている。
- 『KISS』、2012年11月22日発売[17]、ISBN 978-4-08-846857-0
- 『乙女Holic』、2013年 - 2014年、全3巻
  1. 2013年6月25日発売[18]、ISBN 978-4-08-845057-5
  2. 2013年10月25日発売[19]、ISBN 978-4-08-845112-1
  3. 2014年2月25日発売[20]、ISBN 978-4-08-845168-8
- 『I Love you Baby』[21]、2014年 - 2015年、全4巻
  1. 2014年5月23日発売[22]、ISBN 978-4-08-845209-8
  2. 2014年9月25日発売[23]、ISBN 978-4-08-845265-4
  3. 2015年1月23日発売[24]、ISBN 978-4-08-845327-9
  4. 2015年5月25日発売[25]、ISBN 978-4-08-845386-6
- 『僕に花のメランコリー』、2015年 - 2020年、全13巻
- 『センチメンタル キス』、2020年 - 、既刊12巻（2025年5月23日現在）
  1. 2020年8月25日発売[26][16]、ISBN 978-4-08-844368-3
  2. 2020年12月24日発売[27]、ISBN 978-4-08-844416-1
  3. 2021年4月23日発売[28]、ISBN 978-4-08-844448-2
  4. 2021年9月24日発売[29]、ISBN 978-4-08-844523-6
  5. 2022年2月25日発売[30]、ISBN 978-4-08-844588-5
  6. 2022年7月25日発売[31]、ISBN 978-4-08-844685-1
  7. 2022年12月23日発売[32]、ISBN 978-4-08-844728-5
  8. 2023年4月25日発売[33]、ISBN 978-4-08-844768-1
  9. 2023年9月25日発売[34]、ISBN 978-4-08-844814-5
  10. 2024年2月22日発売[35]、ISBN 978-4-08-844860-2
  11. 2024年8月23日発売[36]、ISBN 978-4-08-844883-1
  12. 2025年5月23日発売[37]、ISBN 978-4-08-843075-1